# Streptochilus
Streptochilus es un género de foraminífero planctónico de la Subfamilia Heterohelicinae, de la Familia Heterohelicidae, de la Superfamilia Heterohelicoidea, del Suborden Globigerinina y del Orden Globigerinida. Su especie tipo es Streptochilus tokelauae. Su rango cronoestratigráfico abarca desde el Ypresiense superior (Eoceno medio) hasta la Actualidad.

## Descripción
Streptochilus incluía especies con conchas biseriadas, con tendencia a la torsión; sus cámaras eran ovaladas, comprimidas lateralmente, reniformes o subtetraédricas; sus suturas intercamerales eran generalmente incididas; su contorno ecuatorial era subtriangular a lanceolada; su periferia era redondeada a subaguda; su abertura principal era interiomarginal, lateral, con forma de arco alto, asimétrico, bordeada con una amplia solapa (collar) en el parte externa y reborde estrecho en el parte interna; presentaban pared calcítica hialina, macroperforada con grandes poros en copa, y superficie lisa a pseudo-reticulada.

## Discusión
Algunos autores han considerado Streptochilus como un sinónimo subjetivo posterior de Laterostomella. Clasificaciones posteriores lo han incluido en el orden Heterohelicida.

## Ecología y Paleoecología
Streptochilus incluía especies con un modo de vida planctónico, de distribución latitudinal cosmopolita, y habitantes pelágicos de aguas intermedias (medio mesopelágico superior, en la termoclina).

## Clasificación
Streptochilus incluye a las siguientes especies:
- Streptochilus globigerum †
- Streptochilus pristinum †
- Streptochilus tokelauae †

Otra especie considerada en el género Streptochilus es:
- Streptochilus martini †

Especies incluidas habitualmente en otros géneros son:
- Streptochilus cubensis †